# 愛·地球博紀念公園車站
愛·地球博紀念公園車站（日语：／ Ai-chikyūhaku-kinen-kōen eki */?）是位於日本愛知縣長久手市茨廻間，為愛知高速交通東部丘陵線（Linimo）的車站。車站編號為L07。本站站名至2006年3月為止稱作萬博會場站，從4月1日起改名為愛·地球博紀念公園站。而在同時，因鄰近愛知縣立大學，而加上了愛知縣立大學前之副站名。

## 車站結構

### 開業至愛知萬博閉幕

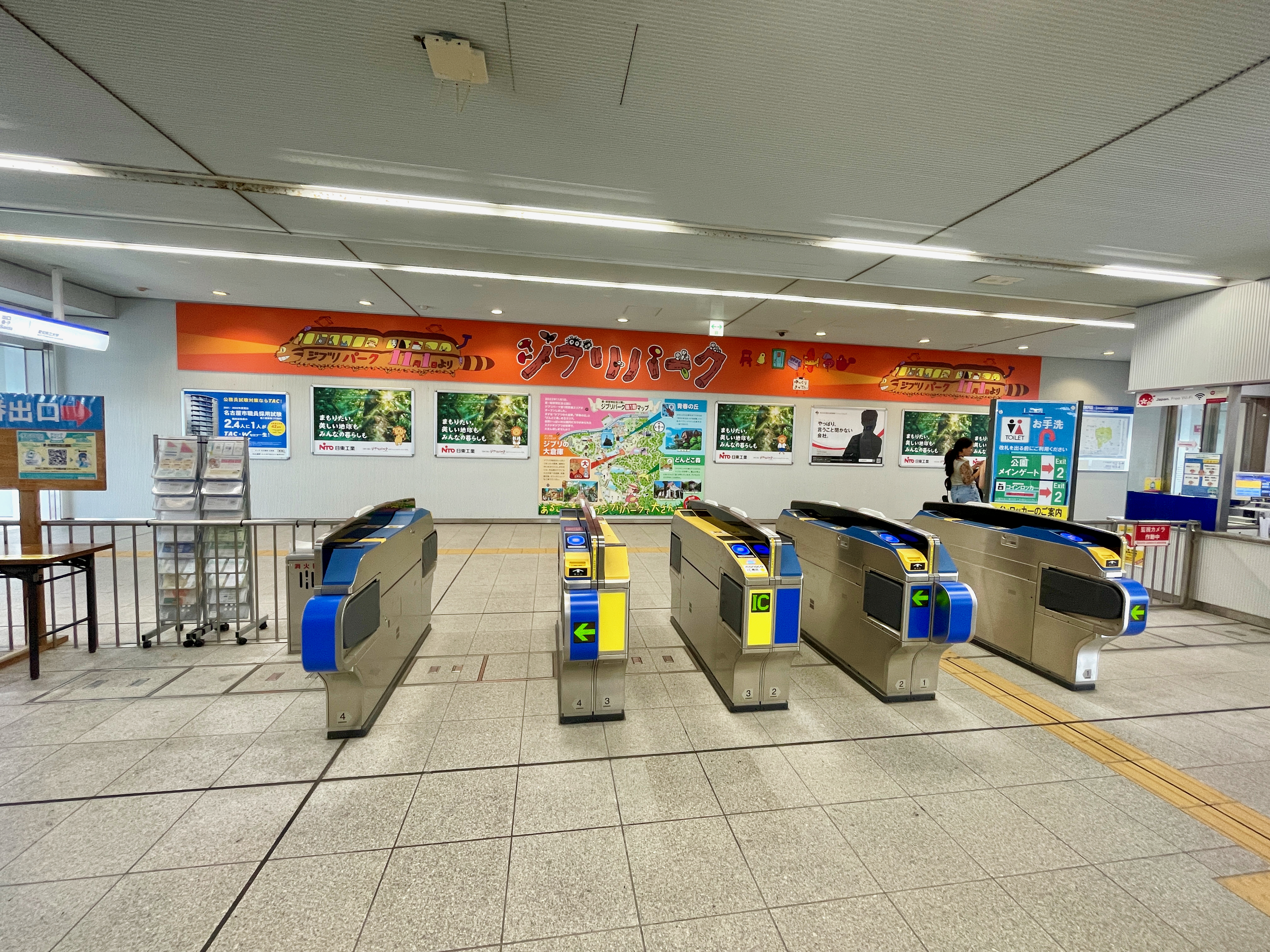
閘口（2023年8月）

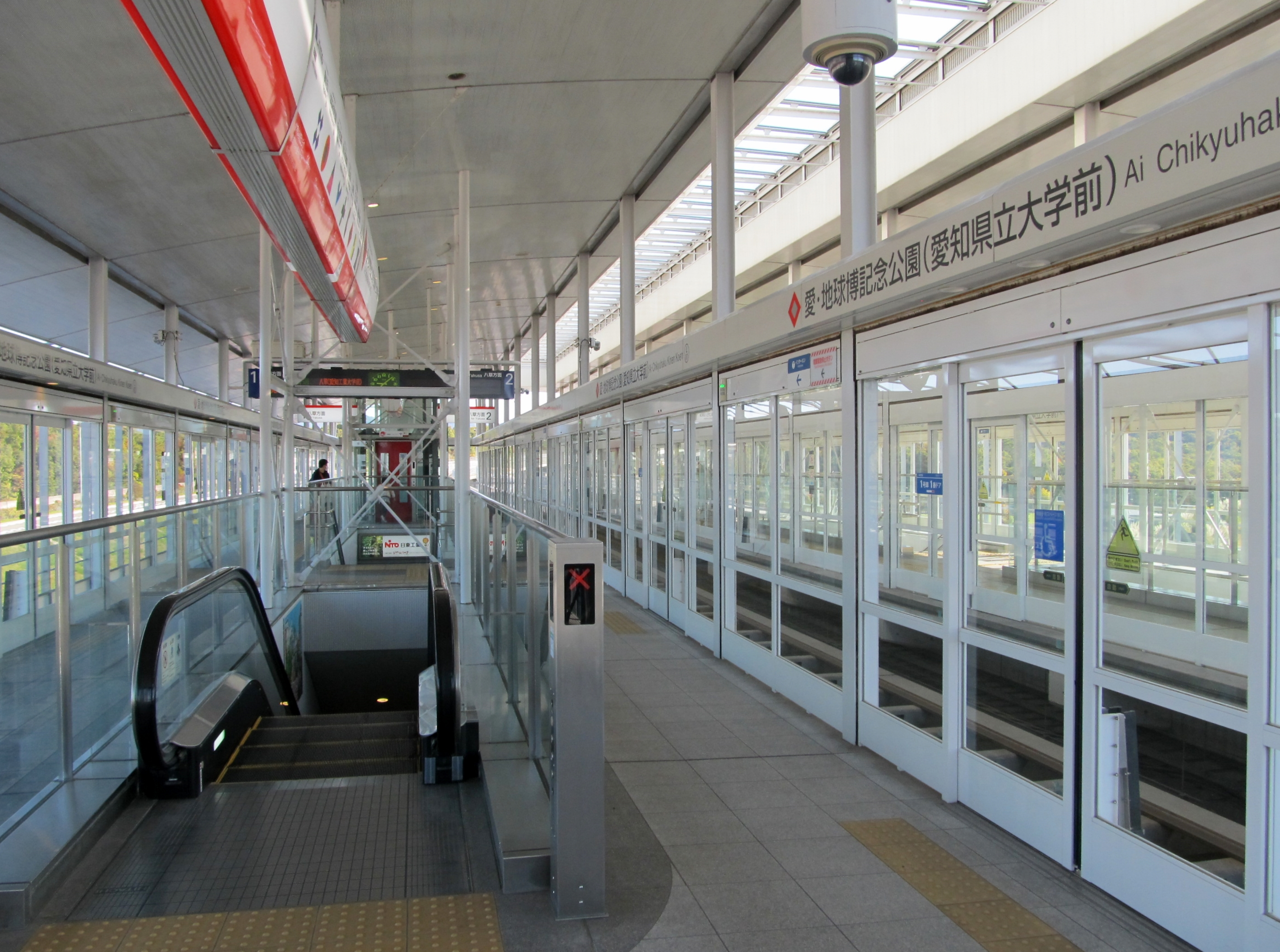
月台（2022年11月）

愛·地球博紀念公園站（開業當時稱為萬博會場站）開業時，為了運送萬博客量設有島式2面3線月台的高架車站的臨時站舍與月台，本來的站舍兩側再增設2面月台。
至愛知萬博閉幕為止，月台配置如下。
| 月台 | 路線        | 目的地                   |
| ---- | ----------- | ------------------------ |
| 0    | ■東部丘陵線 | 萬博八草方向（乘車專用） |
| 1    | ■東部丘陵線 | 萬博八草方向（下車專用） |
| 2    | ■東部丘陵線 | 未使用                   |
| 3    | ■東部丘陵線 | 未使用                   |
| 4    | ■東部丘陵線 | 藤丘方向（下車專用）     |
| 5    | ■東部丘陵線 | 藤丘方向（乘車專用）     |

### 愛知萬博閉幕後至今
愛知萬博閉幕後，將臨時站體封閉，以2面3線之島式月台來進行客運服務。本站為本路線中途裡唯一配有站務員的車站，窗口開放時間為8:00至21:30。（但本站並未開辦販售月票的服務）
本站於地上出入口往剪票口外設置電梯3座，剪票口內至月台間設置電梯2座，共計5座電梯以配合無障礙環境。
為了乘客們之安全起見，在各月台皆設置了可動式月台門。
| 月台 | 路線        | 目的地               |
| ---- | ----------- | -------------------- |
| 1    | ■東部丘陵線 | 八草方向（通常使用） |
| 2    | ■東部丘陵線 | 八草方向             |
| 3    | ■東部丘陵線 | 藤丘方向             |
| 4    | ■東部丘陵線 | 藤丘方向（通常使用） |

## 車站周邊設施與機構
- 愛·地球博紀念公園
- 愛知縣立大學
- 愛知縣紅十字捐血中心

## 相鄰車站
愛知高速交通
■東部丘陵線（Linimo）
公園西（L06）－愛·地球博紀念公園（L07）－陶磁資料館南（L08）

## 外部連結
- 愛·地球博紀念公園站 （页面存档备份，存于） - 愛知高速交通